# ご主人様に甘いりんごのお菓子
『ご主人様に甘いりんごのお菓子』（ごしゅじんさまにあまいりんごのおかし）は、幻冬舎発行のアンソロ誌「WALLFLOWER」（廃刊）に掲載された藤田貴美の漫画。
お菓子づくりが苦手な主人公アップルビーとお菓子をつくれないメイドが気に入らないお坊ちゃんとの間の掛け合い。
2001年7月初出、2002年コミックス刊行。
同時収録作品:
- ムゲンウイルス
- 651のブルー
- 温室舞踏会